# 青島東路
青島東路，簡稱青島東，是位於臺灣臺北市中正區的東西向道路，全線位於中山南路與杭州南路之間，道路南北側有立法院、監察院、臺北市立成功高中，國立臺北商業大學等公立機關設施。原名為北東門外街與青島東街，1948年變更為現名。該道路自2014年318青年佔領立法院行動以來，與凱達格蘭大道、自由廣場並列為臺北市集會遊行舉辦時選擇的重要場地或集結點。

## 歷史
- 臺灣清治時期，為臺北城東牆外三板橋庄的一片水田池沼，未設道路。[1]
- 臺灣日治時期，日治初期為騎兵營練兵場。1905年的台北街市區改正都市計畫中，首度劃設出現今的道路規模，依照日本市區道路不命名的習慣而沒有路名，並於1922年的町名改正計畫中，劃入幸町，道路兩側多設有政府機關學校設施。[1]

- 臺灣戰後時期，中華民國接管臺灣，1946年該道路被命名為北東門外街。1947年，以中山南路為界，將北東門外街分割，並且以青島市重新命名為青島東街與青島西街。1948年臺北市都市計畫中，始命名為現名青島東路。[2][3][4]戰後道路兩側延續日治時期的都市計畫，設有多個政府機關及學校設施，1958年4月1 日，立法院搬遷入原屬臺灣省政府農林廳、水利局的建築，同年監察院搬入立法院在青島東路對街的原台灣省政府辦事處。[5]
- 自2014年318青年佔領立法院行動後，青島東路開始成為臺灣民眾經常進行集會遊行陳情抗議的重要社會運動場所，故該路名常被賦予另一層政治意義。

## 沿線設施
青島東路路寬16.36公尺，長705公尺，沿線在今日與歷史上設有多個政府機關設施以及學校：
- 立法院
- 監察院
- 臺北市立成功高中
- 國立臺北商業大學
- 臺北市非政府組織會館[6]
- 中華民國婦女聯合會
- 衛生福利部疾病管制署
- 世界自由民主聯盟（亞洲人民反共聯盟）總會
- 前中國大陸災胞救濟總會[4]
- 前臺灣警備總司令部軍法處看守所（原青島東路三號）[7]
- 前臺灣省政府辦事處
- 前臺灣省政府農林廳
- 前臺灣省政府水利局
- 前行政院青年輔導委員會
- 前國立臺灣大學社會科學院
- 前臺北州廳舍
- 前臺北州立臺北第二高等女學校（今立法院院址）
- 前七星郡役所

## 大型集會遊行
- 2014年太陽花學運
- 2015年反高中課綱微調運動
- 2016-2017年台灣婚姻平權集會遊行[8][9]
- 2017-2018年臺灣反年金改革行動
- 2017年台灣勞動基準法修正抗議
- 2024年青鳥行動

## 流行文化
台灣流行音樂金曲獎最佳男歌手得主Leo王，曾在與饒舌歌手春艷組成的雙人饒舌演唱組合夜貓組同名歌曲〈夜貓組〉以及〈空空〉，提及他的朋友在青島東，無緣無故遭到警察毆打。